# Флора Башкортостана
Флора Башкортостана — совокупность всех видов диких растений, постоянно или временно населяющих территорию Башкортостана.

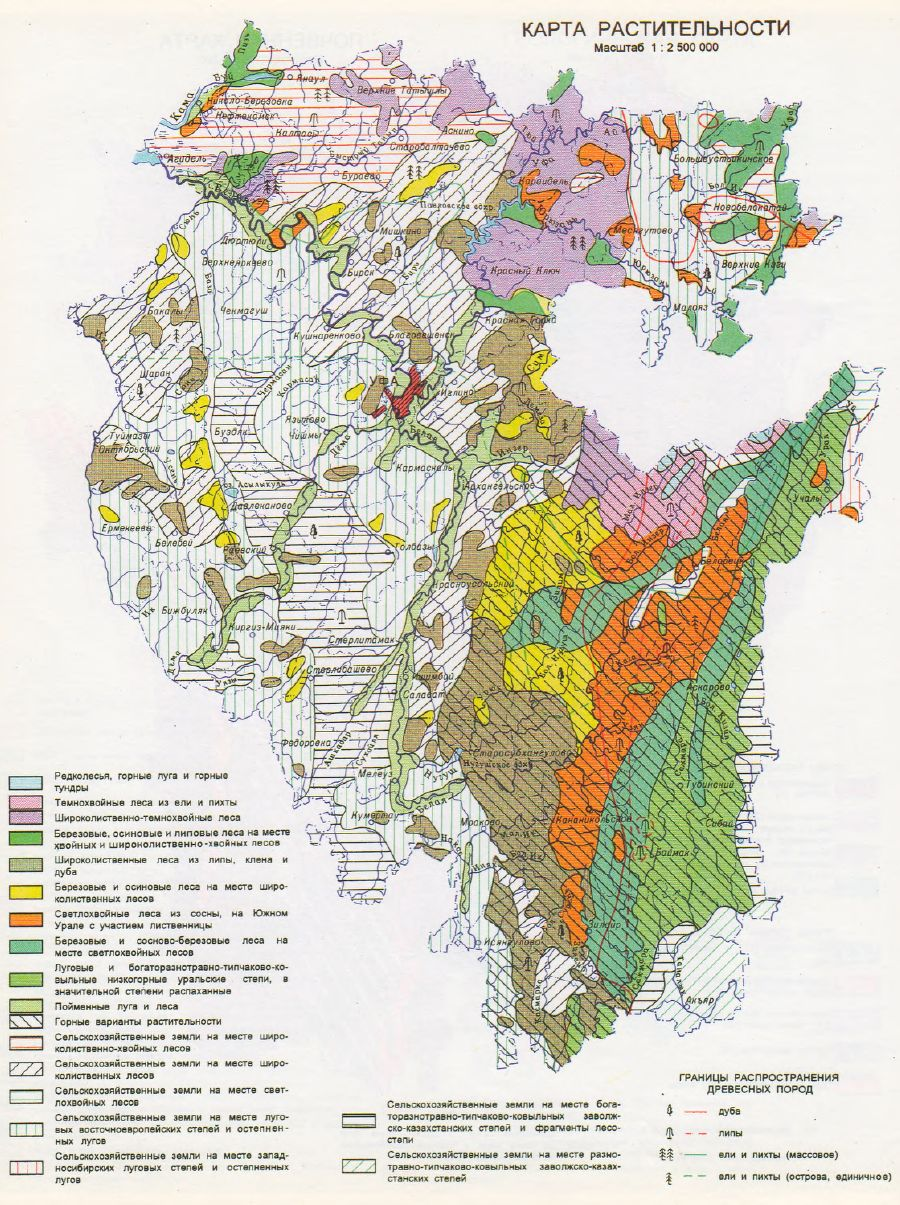
Растительность в Башкортостане

Разнообразие ландшафтов и природных зон республики, географическое положение и климат определили богатство и разнообразие её растительного мира.

## Общая характеристика
По природным особенностям — рельефу, климату, почвам в Башкортостане выделяются четыре природные зоны. Каждая из них имеет свои особенности флоры.
- Лесная зона Занимает северную часть равнинного Предуралья. Хвойно-широколиственные леса к югу сменяются широколиственными лесами.

В зоне хвойных лесов распространены брусника (Vaccinium vitis-idaea), черника (Vaccinium myrtillus),
голубика (Vaccinium uliginosum), линнея (Linnaea borealis), а также боровые мхи — плевроциум Шребера (Pleurozium schreberi), гилокомий блестящий (Hylocomium splendens), ритидиадельф (Rhytidiadelphus), климаций древовидный (Climacium dendroides) и другие.
- Лесостепная зона — часть Предуралья. Растительность представлена небольшими участками широколиственных лесов, лугов и степей.

В зоне широколиственных лесов Башкортостана северной части Предуралья распространены неморальные виды растений: дуб (Quercus), липа (Tilia), клён (Acer) и травы — сныть обыкновенная (Aegopodium podagraria), копытень европейский (Asarum europaeum), купена многоцветковая (Polygonatum multiflorum), ландыш майский (Convallaria majalis), воронец колосистый (Actaea spicata), фиалка удивительная (Viola mirabilis) , подмаренник душистый (Galium odoratum) и другие.
В степях и на лугах встречаются высокие рыхлокустовые и корневищные злаки: овсяница луговая (Festuca pratensis), ежа сборная (Dactylis glomerata), тимофеевка луговая (Phleum pratense), лисохвост луговой (Alopecurus pratensis), кострец безостый (Bromopsis inermis), полевица гигантская (Agrostis gigantea). В луговых травостоях встречаются низкие злаки с плотным кустом и короткими корневищами: овсяница красная (Festuca rubra), мятлик луговой (Poa pratensis), мятлик узколистный (P. angustifolia).
- Степная зона — часть Зауралья и южная часть Предуралья. Степи раскинулись по склонам гор и увалам. В южной части на солонцовых и солончаковатых почвах распространены галофильные сообщества. В зоне встречаются виды с разрывом ареала — пыльцеголовник длиннолистный (Cephalanthera longifolia), лазурник трехлопастной (Laser trilobum), герань Роберта (Geranium robertianum), наперстянка крупноцветковая (Digitalis grandiflora) и другие.

В степи распространены ковыли (Stipa), типчак (Festuca pseudovina), бобовые — клевер горный (Trifolium montanum), люцерна румынская (Medicago romanica), эспарцет сибирский (Onobrychis sibirica), разнотравье — таволга обыкновенная (Filipendula vulgaris). Часть степных видов флоры Башкортостана связана со щебнистыми почвами, это виды-петрофиты: оносма простейшая (Onosma simplicissima), горноколосник колючий (Orostachys spinosa), Тимьян губерлинский (Thymus guberlinensis) и другие.
- Горно-лесная зона — зона с разнообразной растительностью, сформированная под влиянием вертикальной поясности. Леса широколиственные, на востоке — сосново-березовые леса. В горах хвойно-широколиственными леса, затем тайга, ещё выше которой — подгольцовый пояс с высокотравными лугами, ещё выше — гольцовый пояс с тундровидными сообществами. В горно-лесной зоне Башкортостана встречаются виды растений с вариантами дизъюнктивных ареалов: аркто-гольцовые — дриада восьмилепестная (Dryas octopetala), горец живородящий (Polygonum viviparum), арктоус альпийский (Arctous alpina), Ллойдия поздняя (Lloydia serotina). Распространены также виды с основными ареалами — лук плевокорневищный (Allium hymenorhizum), горицвет сибирский (Adonis sibirica), пажитник плоскоплодный (Melilotoides platycarpos), патриния сибирская (Patrinia sibirica) и другие.

На вершинах гор Башкортостана высотой более 1000 м над уровнем моря (Иремель,Ямантау, Б. Шелом, Б. Шатак и другие) распространены арктические виды растений: дриада восьмилепестная (Dryas octopetala), ива шерстистая (Salix lanata), мытник Эдера (Pedicularis
oederi), арктоус альпийский (Arctous alpina).
Разнообразие флоры вносят необрабатываемые поймы рек Белой, Уфы, Демы и др. Здесь распространены пойменные леса из тополя и ивы. В многочисленных озёрах и реках распространены сообщества гидрофитов (водная растительность) и гигрофитов (прибрежно-водная растительность). В Башкортостане распространены виды прибрежно-водной растительности (класс Phragmito-
Magnocaricetea) — частуха подорожниковая (Alisma plantago-aquatica), сусак зонтичный (Butomus umbellatus), осока острая (Carex acuta), мята полевая (Mentha arvensis), тростник (Phragmites australis); виды сообществ макрофитов-гидрофитов (класс Potametea): элодея канадская (Elodea canadensis), уруть колосистая (Myriophyllum spicatum), кувшинка белая (Nymphaea alba), рдест гребенчатый (Potamogeton pectinatus) и другие; и класс Lemnetea: ряска малая (Lemna minor), р. Тройчатая (L. trisulca).
Под влиянием человека в Башкортостане многие виды флоры сужают ареал, в то же время синантропные виды растений ареал расширяют. Так, в республике широко распространены северо-американские виды растений — щирица (Amaranthus retroflexus), коломия линейная (Collomia linearis), амброзия (Ambrosia artemisiifolia), циклахена (Cyclachaena xanthiifolia) и другие.

## Эндемики

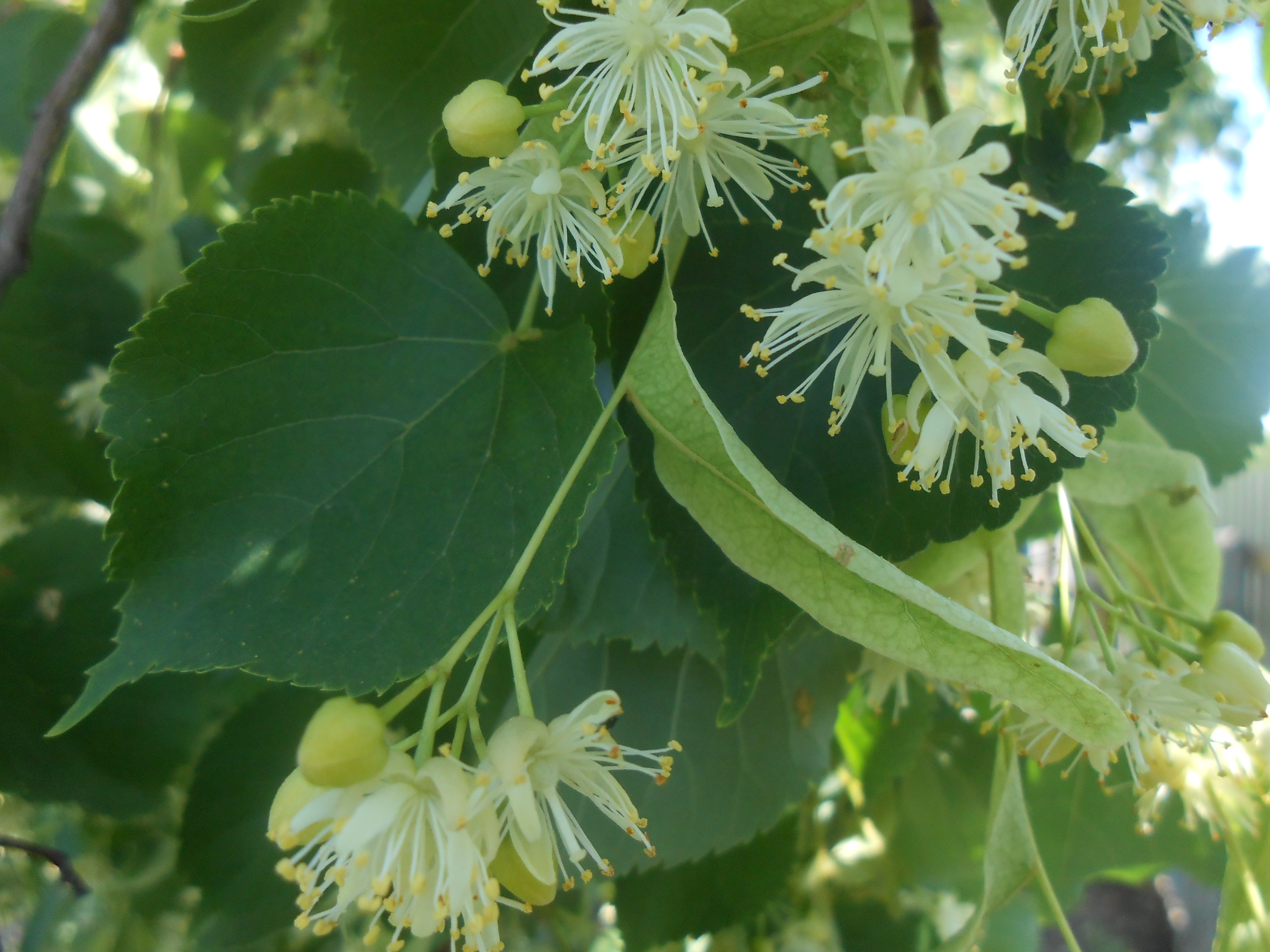
Цветение липы в Башкортостане

В Башкортостане эндемиков (специфические виды данной территории) около 5,5 % от общего числа сосудистых растений. Большинство из них — виды, которые в прошлом были распространены шире, а теперь малочисленны и растут в местах с особыми эдафическими условиями.
- Высокогорные эндемики: в Башкортостане встречаются овсяница Игошиной (Festuca igoschiniae), ветреница пермская (Anemonastrum biarmiense), родиола иремельская (Rhodiola iremelica), качим уральский (Gypsophila uralensis), ясколка Крылова (Cerastium krylovii), лаготис уральский (Lagotis uralensis), горькуша уральская (Saussurea uralensis), ястребинка иремельская (Hieracium iremelense), манжетка (Alchemilla) и др.

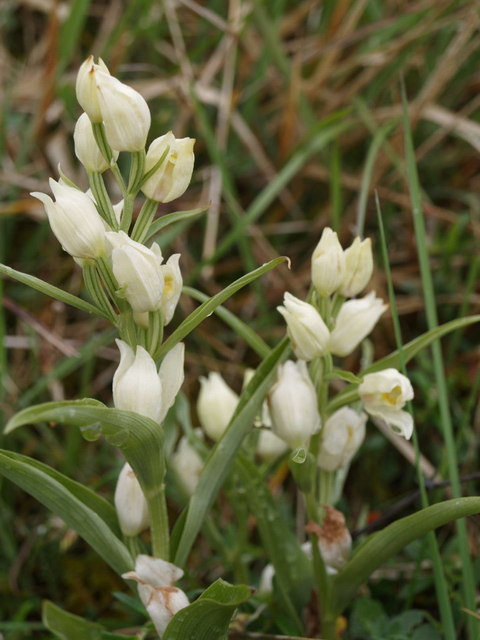
Пыльцеголовник

- Горно-степные и скальные эндемики Башкортостана: пырей отогнутоостый (Elytrigia reflexiaristata), тонконог жестколистый (Koeleria sclerophylla), минуарция Гельма (Minuartia helmii), минуарция Крашенинникова (M. krascheninnikovii), гвоздика иглолистная (Dianthus acicularis), гвоздика уральская (D. uralensis), лен уральский (Linum uralense), лапчатка Эверсманна (Potentilla eversmanniana), астрагал Карелина (Astragalus karelinianus), остролодочник Гмелина (Oxytropis gmelinii), о. сближенный (O. approximata), копеечник Разумовского (Hedysarum razoumovianum), к. серебристолистный (H. argyrophyllum), пижма уральская (Tanacetum uralense) и др.

- Эндемики лесов Башкортостана: чина Литвинова (Lathyrus litvinovii), короставник татарский (Knautia tatarica), цицербита уральская (Cicerbita uralensis). Гибридогенное происхождение имеет ветреничка уральская (Anemonoides uralensis).

## Реликты
Реликты Башкортостана представлены видами растений, представляющими древнюю флору, а теперь почти вымершие.
К ним относятся встречающиеся в Башкортостане доледниковые (плиоценовые) реликты: лазурник трехлопастный (Laser trilobum), пыльцеголовник длиннолистный (Cephalanthera longifolia), норичник Скополя (Scrophularia scopolii), шлемник высокий (Scutellaria altissima), вероника крапиволистная (Veronica urticifolia) и переживший ледниковый период подмаренник душистый (Galium odoratum).
Из Арктики в Башкортостан проникли плейстоценовые реликты: ллойдия поздняя (Lloydia serotina), арктоус альпийский (Arctous alpina), горец живородящий (Polygonum viviparum), ива сизая (Salix glauca), дриада восьмилепестная (Dryas octopetala), мытник Эдера (Pedicularis
oederi). Из Азии (Алтай, Саяны): сверция тупая (Swertia obtusa), мытник плотный (Pedicularis compacta),
лисохвост сизый (Alopecurus glaucus), курильский чай (Pentaphylloides fruticosa). Эти реликты встречаются на вершинах гор Башкортостана и изолированы от своих основных ареалов тысячами километров.
В плейстоцене и начале голоцена флора Башкортостана обогатилась скальными и горностепными азиатскими видами растений: горноколосник колючий (Orostachys spinosa), очиток гибридный (Sedum hybridum), патриния сибирская (Patrinia sibirica), лапчатка шелковая (Potentilla sericea), а также сибирскими видами из светлых лесов (лиственничных, сосновых, березовых): чина Гмелина (Lathyrus gmelinii), горькуша спорная (Saussurea controversa), примула картузовидная (Primula cortusoides), лук косой (Allium obliquum), сердечник тройчатый (Cardamine trifida).

## Лекарственные растения
В Башкортостане широко распространены лекарственные растения:
- древесные и кустарниковые лекарственные растения: берёза бородавчатая (Betula verrucosa), боярышник кроваво-красный (Crataegus sanguinea), дуб черешчатый (Quercus robur), жостер слабительный (Rhamnus cathartica), калина обыкновенная (Viburnum opulus), липа сердцелистная (Tilia cordata), малина обыкновенная (Rubus idaeus), смородина чёрная (Ribes nigrum) и др.
- лекарственные травы и кустарнички: брусника (Vaccinium vitis-idaea), володушка золотистая (Bupleurum aureum), дягиль лекарственный (Angelica archangelica), земляника лесная (Fragaria vesca), ландыш майский (Convallaria majalis), наперстянка крупноцветковая (Digitalis grandiflora) и другие.

## Наука

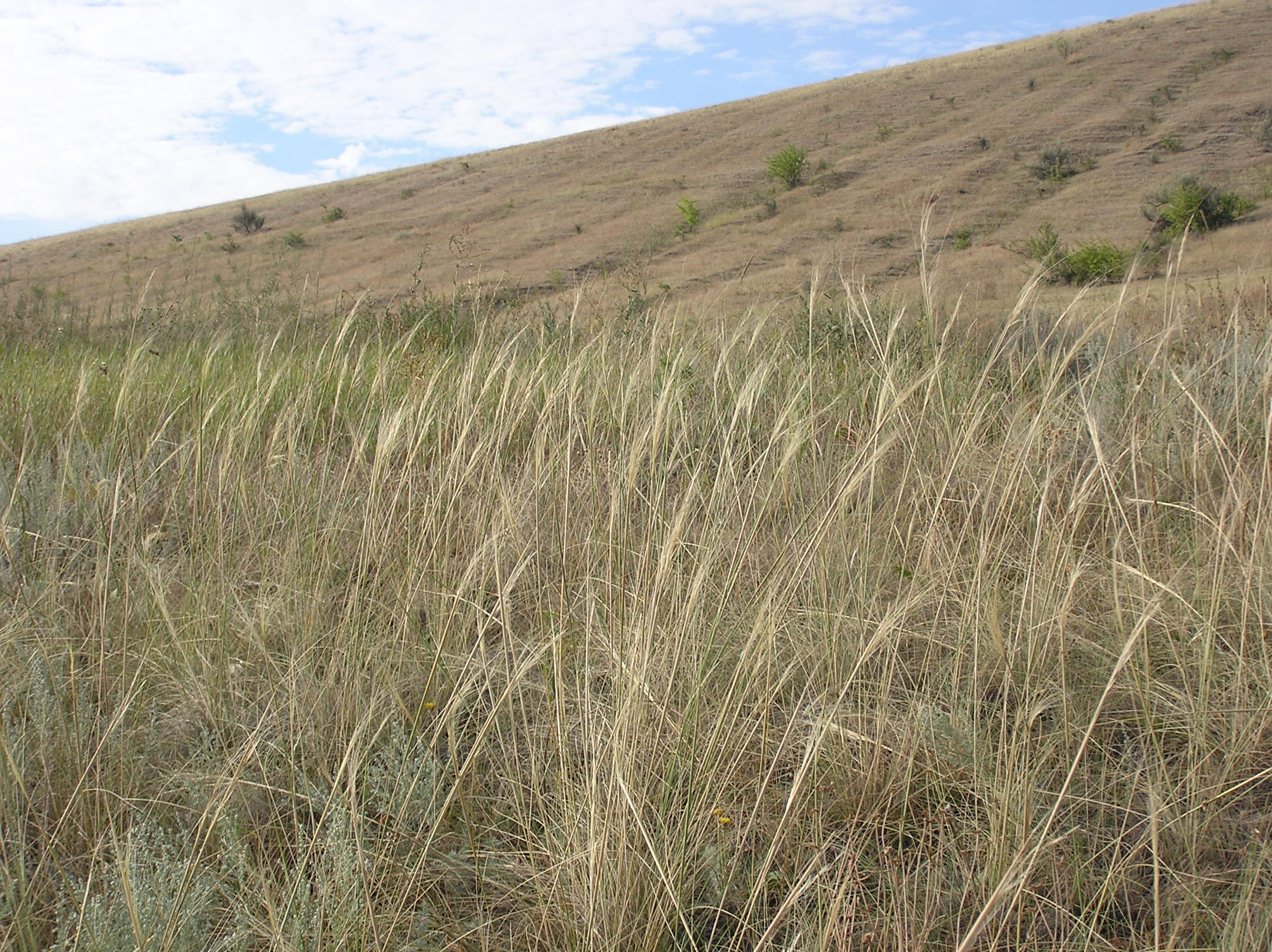
Ковыль

Флора Башкортостана изучалась с XVIII века. С 1735 по 1737 год в Башкортостана работала «Оренбургская экспедиция». В её составе работал ботаник И. Г. Гейнцельман, собравший гербарий растений Южного Урала и Приуралья. Интерес к флоре Башкортостана проявлял географ В. Н. Татищев.
В то же время в Башкортостана работали ботаники И. Г. Гмелин и П. С. Паллас. Гмелин в 1742 году изучал флору Южного Урала. Собранные материалы он использовал в книге «Флора Сибири». Паллас исследовал растительность долины реки Белой между Бугульчаном и Стерлитамаком, посетил ряд горных районов Урала (включая гору Янган-тау). Он впервые описал растительность Предуралья.
В 1986 году флору Башкортостана изучал академик С. И. Коржинский. Его материалы вошли в книгу «Флора востока Европейской России».
В настоящее время флору Башкортостана изучали учёные П. Л. Горчаковский, Е. В. Кучеров, А. А. Мулдашев и др. Флорой мхов Башкортостана занималась Э. З. Баишева.
В 1970—1980-е годы в Башкортостана сформировалась школа фитоценологов, занимающихся составлением классификации растительности. Фитоценологические исследовая в Башкортостана проводятся в лаборатории геоботаники и растительных ресурсов Института биологии УФИЦ РАН, на кафедре ботаники Башкирского государственного университета (ныне Уфимский университет науки и технологий), в Башкирском государственном педагогическом институте и Башкирском государственном аграрном университете.
Специалистов по флоре Башкортостана готовят на биологическом факультете Башкирского государственного университета. Институт биологии УНЦ РАН проводит исследования и учёт флоры Башкортостана.

## Альгология
Изучение водорослей Башкортостана проводится с конца XIX века (Ю. К. Шель «Материалы для ботанической географии Уфимской губернии»). В Башкортостана свыше 500 видов альгоценоз распространены в почвах степи, лесостепи и поймах многочисленных рек республики.
В настоящее время изучение водорослей в Башкортостана проводится учёными Башкирского государственного университета (ныне Уфимский университет науки и технологий) с целью улучшения структуры почв, экологического мониторинга, изучения структур лечебных грязей курортов Башкортостана, роли водорослей в разложении разливов нефти. Проводится систематическое изучение фитопланктона озёр Асылыкуль, Кандрыкуль, Павловского водохранилища, рек Белая, Дёма и других.

## Охрана растений
Для охраны редких и исчезающих видов флоры и фауны в Башкортостана созданы национальные парки и заповедники: Южно-Уральский государственный природный заповедник, Национальный парк «Башкирия», Государственный природный заповедник «Шульган-Таш».
В заповедниках проводится изучение, учёт, систематизация и охранные мероприятия растений.
Редкие и находящихся под угрозой исчезновения виды растений на территории Башкортостана занесены в Красную книгу Республики Башкортостан.